# براندون أغونون
براندون أغونون (بالفرنسية: Brendon Agounon) (19 أكتوبر 1994 بكاين في فرنسا - ) هو لاعب كرة قدم فرنسي في مركز الوسط. لعب مع نادي كاين ونادي كليرمونت 63.

## روابط خارجية
- براندون أغونون على موقع رابطة كرة القدم الفرنسية للمحترفين (الإنجليزية)
- براندون أغونون على موقع قاعدة بيانات كرة القدم.إي يو (الإنجليزية)
- براندون أغونون على موقع ناشيونال فوتبول تيمز (الإنجليزية)
- براندون أغونون على موقع Soccerway.com (الإنجليزية)